# Půdokryvné dřeviny

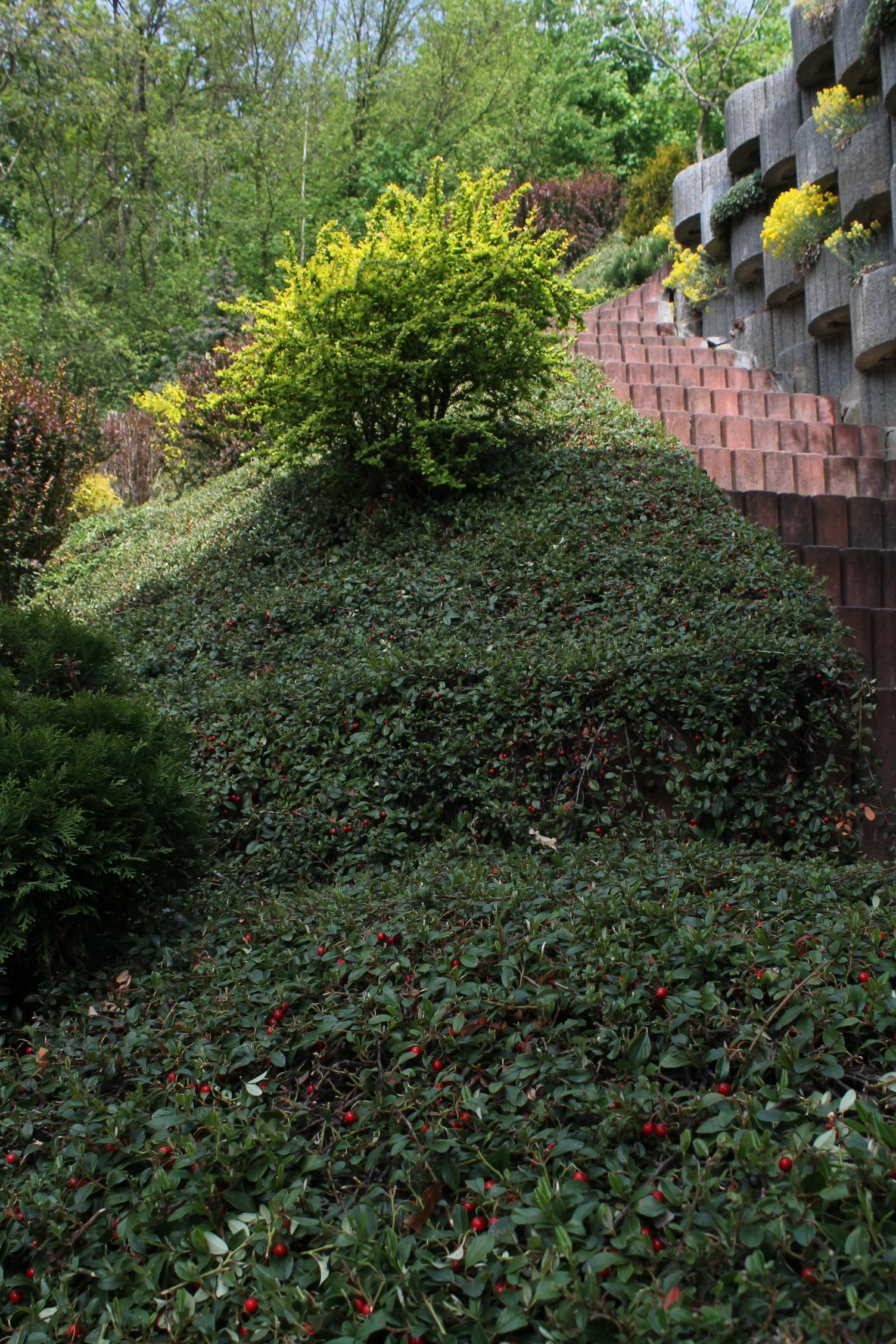
Skalník Cotoneaster d. Skogholm jako náhrada trávníku

Půdokryvné dřeviny je v oboru zahradnictví (sadovnictví) označení pro typ okrasných dřevin, které mají splňovat požadavek na pokrytí plochy nízkým porostem, často i jako náhrada trávníku. Jsou používány ve velkých parcích, stejně jako v nejmenších úpravách.
Půdokryvné dřeviny jsou okrasné dřeviny, které dorůstají do 60 cm, ale obvykle jsou nižší, plazivé. Jsou někdy udržovány řezem na malé výšce. Mohou být stálezelené i opadavé, listnáče i jehličnany, okrasné květem i listem. Vzhledem k různorodým možnostem různých druhů dřevin je snazší odvodit vlastnosti použití daných dřevin jako půdokryvných od vlastností daných dřevin.

## Zástupci

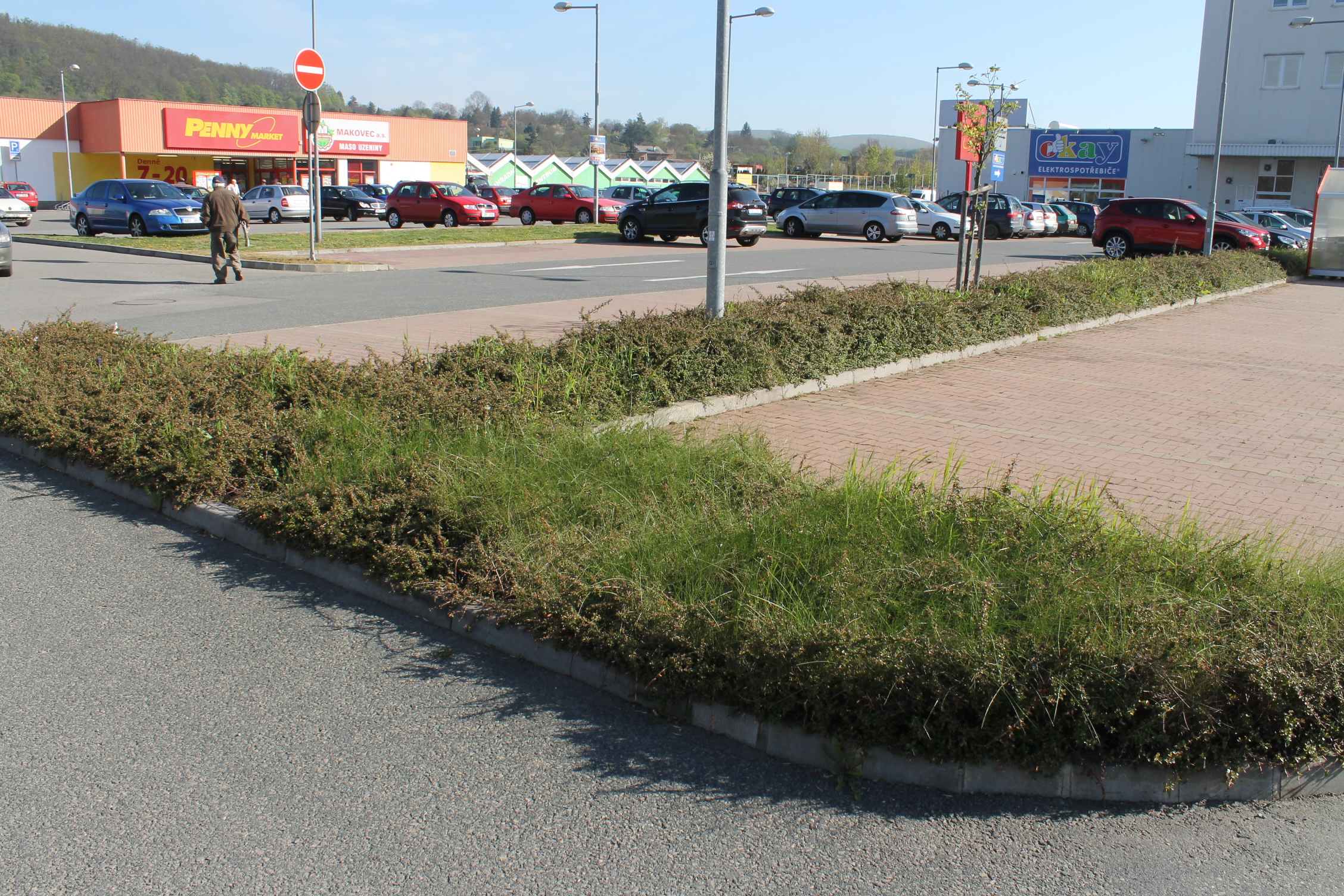
Zaplevelený skalník C. D. Skogholm.

Zřejmě nejčastěji používanými půdokryvnými dřevinami jsou jalovce, skalníky, zimolezy a břečťan.
Břečťan je výborná stálezelená půdokryvná dřevina při dražší zahuštěné výsadbě (zpočátku pomalu roste), ale později vyžaduje řez, je expanzivní, pro okolní dřeviny zaplevelující. Hodí se do nejrůznějších kompozic, vytváří ale dojem temného prostředí a velký kontrast k světlým plochám. Na výsluní trpí úpalem.
Zimolez kloboukatý je výborná stálezelená rostlina, která však v tuhých zimách namrzá.
Skalník je krásný, když je dobře udržovaný, avšak v druhé dekádě 21. století trpí často poškozením sviluškou.
Růže se jako půdokryvné dřeviny již pěstují jen zřídka, těžko se udržují.
Jalovce jsou stálezelené dřeviny, které u některých kultivarů potřebují minimální údržbu, jakmile srostou. Do té doby je třeba je pravidelně odplevelovat. Jsou napadány chorobami.

## Údržba

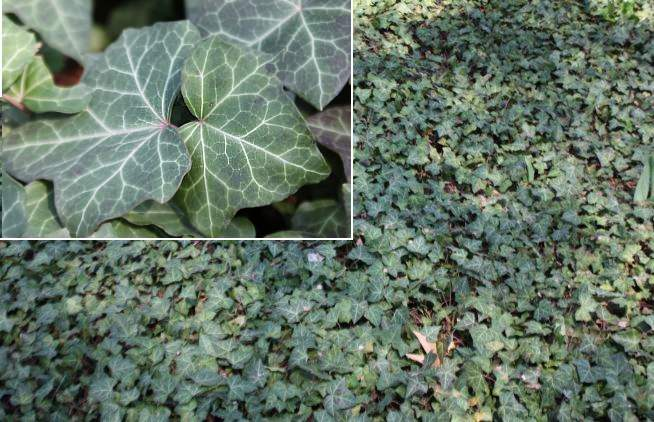
Břečtan je velmi oblíbený do stínu.

Smyslem použití půdokryvných dřevin je vytvoření dekorativní úpravy na určité ploše s nízkými požadavky na údržbu. To může být komplikováno nízkou výškou porostu při zaplevelení. Jakkoliv se lze dočíst, že půdokryvné rostliny není třeba odplevelovat, v praxi se o tom málo ví. Půdokryvné rostliny (například půdokryvné růže nebo brčál) jsou často na odplevelení náročnější než rostliny, které lze snadno ošetřovat kultivací nebo postřikem. Až po letech, po zapojení porostu bývá růst plevelů potlačen. S výhodou však lze použít mulčování tkaninou při výsadbě k omezení plevelů ve výsadbě půdokryvných dřevin.